# Shana Poplack
Shana Poplack, CM FRSC est professeure émérite au Département de linguistique de l'Université d'Ottawa, et elle est titulaire de la Chaire de recherche du Canada (niveau I) en linguistique (à trois reprises). Elle est l'un des principaux partisans de la théorie des variations , un approche de la science du langage mise au point par William Labov. Elle a étendu la méthodologie et la théorie de ce domaine aux modèles de discours bilingues, à la dialectique prescription-praxis dans la co-évolution des langues standard et non standard, et à la reconstruction comparative des variétés de discours ancestraux, y compris l'anglais vernaculaire afro-américain. Elle est la directrice fondatrice du Laboratoire de sociolinguistique de l'Université d'Ottawa.

## Biographie
Née à Detroit, Michigan, et élevée à New York, elle a étudié au Queens College et à l'Université de New York, puis elle a vécu à Paris pendant plusieurs années, étudiant avec André Martinet à la Sorbonne. Puis, elle est revenue aux États-Unis pour réaliser un doctoral  à l'Université de Pennsylvanie, sous la direction de Labov (1979). Puis, en 1981, elle rejoint l'Université d'Ottawa à titre de professeure.[réf. nécessaire]

## Travaux de recherche
Le travail de Poplack privilégie l'utilisation de vastes bases de données numérisées des discours vernaculaires, et elle utilise une méthodologie statistique à règle variable. Une grande partie de ses recherches implique des tests empiriques d'opinions populaires sur la langue, en particulier en ce qui concerne les préconception relatives à la « qualité » ou la « pureté » du langage.

### Contact linguistique
Les nombreuses études de Poplack sur le contact linguistique (examen de plusieurs paires de langues) ont démontré que l'emprunt n'a pas d'effets structurels durables sur une langue réceptrice  et que de nombreux changements attribués au contact linguistique peuvent être alternativement expliqués par un changement interne à la langue, et non externe.
Pendant trois ans, en tant que chercheuse au Centro de Estudios Puertorriqueños, City University of New York, ses études sur code switching chez les Portoricains à New York  ont permis d'initier une caractérisation de modèles universels de mélange de langues intrasentielles et ont démontré que de maîtrise le code-mixing est une compétence bilingue plutôt qu'un défaut. Pendant trois décennies, elle a apporté de nombreuses contributions à la compréhension de la syntaxe bilingue dans un contexte social spécifique, plusieurs de ces contextes impliquant des paires de langues typologiquement contrastées. Certains de ses projets (2008) ont porté portent sur la question du changement induit par le contact en anglais lorsqu'il s'agit d'une langue minoritaire (ex. anglophones du Québec ).
Une grande partie des travaux de Poplack étudie si les prescriptions grammaticales du français standard sont stables, invariantes et cohérentes.
En 1981, Poplack devenue professeure à l'Université d'Ottawa, elle va rassembler, transcrire et mettre en concordance un méga-corpus de conversations informelles entre francophones de la région de la capitale nationale du Canada, lui fournissant ainsi qu'à de nombreux autres chercheurs une ressource de recherche extraordinaire sur le français vernaculaire contemporaine.
Les analyses de Poplack des variétés vernaculaires de l'espagnol du Nouveau monde  du français canadien  et de l'anglais, et du portugais brésilien  se caractérisent par un scepticisme à l'égard des explications standard de la variation d'une langue qui sont basées sur une tendance à la simplification ou des influences externes. Elle défend plutôt des explications basées sur des études historiques et comparatives démontrant une évolution interne.
Le travail de Poplack sur les origines vernaculaires de l'afro-américain est basé sur des preuves provenant de descendants âgés d'esclaves américains enregistrés lors de travaux de terrain dans des communautés isolées de la péninsule de Samaná, en République dominicaine (anglais Samana)  et en Nouvelle-Écosse. Cela démontre une rétention généralisée des caractéristiques syntaxiques et morphologiques de l'anglais britannique et colonial antérieur, contrairement aux théories précédentes attribuant ces caractéristiques à un créole américain ancien largement répandu.

## Prix et distinctions
- 2019 : Prix Acfas André-Laurendeau [16].
- 2017 : Docteure en lettres ( honoris causa ) de l'University College Dublin
- 2014 : Membre de l'Ordre du Canada en 2014 [17]
- 2012 : Médaille d'or pour les réalisations en recherche, par le Conseil de recherches en sciences humaines du Canada[18],
- 2009 : élue membre de la Linguistic Society of America
- 2008 : Découverte du premier ministre de l'Ontario
- 2007 : Prix Killam en 2007.
- 2005 : Médaille Pierre Chauveau
- 2003 : chercheuse de l'année (2003), Université d'Ottawa.
- 1999 : professeure de l'année (1999), Université d'Ottawa
- 1998 : Membre de la Société royale du Canada
- 1990 : Prix Fulbright de chercheur invité

## Publications
Les principales publications de Poplack incluent :
- Instant Loans, Easy Conditions: The Productivity of Bilingual Borrowing (1998)
- un numéro spécial de l' International Journal of Bilingualism, avec Marjory Meechan,
- The English History of African American English (2000) et, avec Sali Tagliamonte, African American English in the Diaspora (2001)
- Borrowing: Loanwords in the Speech Community and in the Grammar (2018; Oxford University Press (ISBN 9780190256388) ).